# Andrea del Brescianino

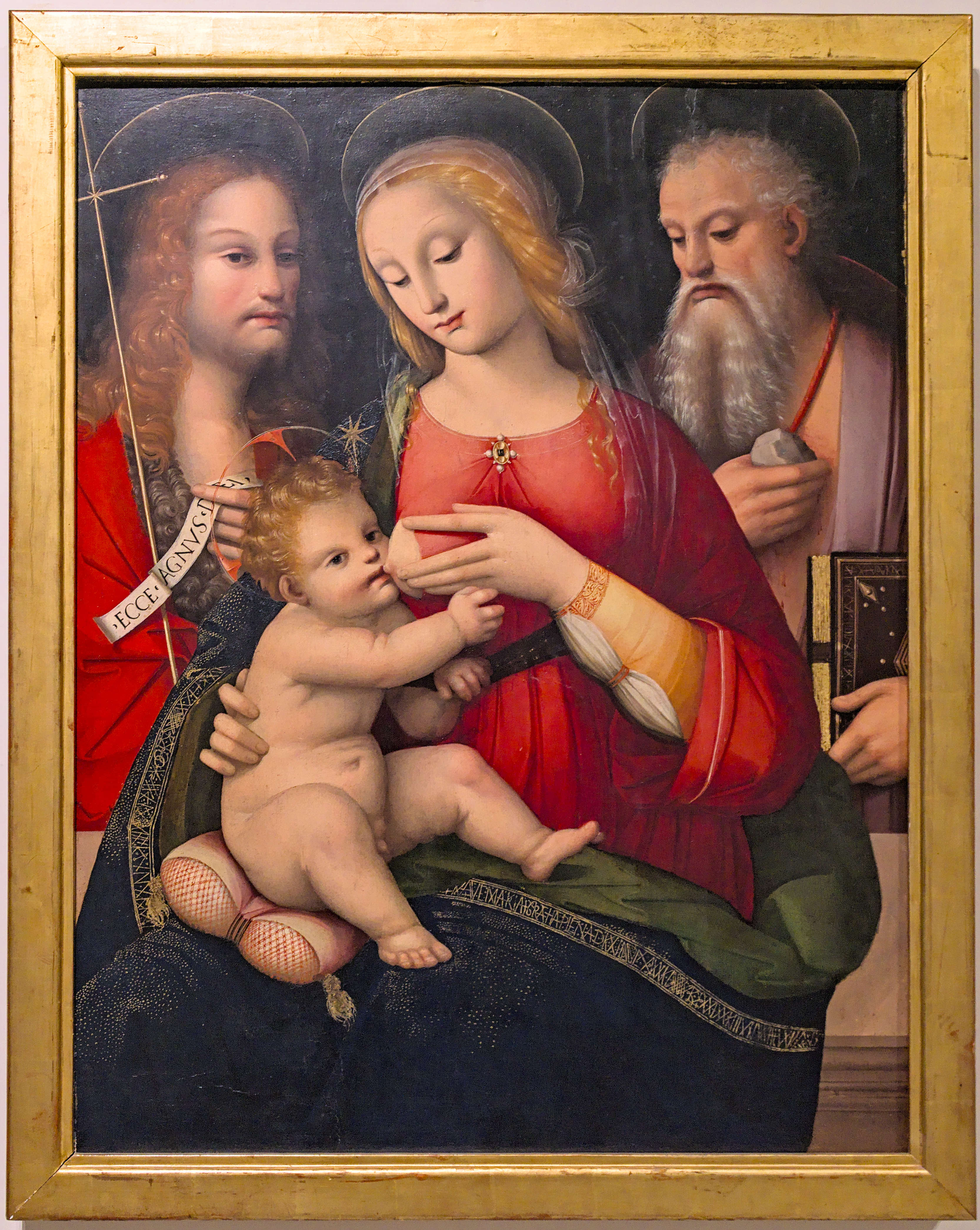
Andrea del Brescianino, Madonna z Dzieciątkiem i świętymi Janem Chrzcicielem i Hieronimem, Museo d'Arte Sacra della Val d'Arbia, Siena

Andrea del Brescianino, właściwie Andrea Piccinelli (ur. ok. 1486 w Brescii, zm. ok. 1525) – włoski malarz tworzący w okresie renesansu, głównie w Sienie.

## Życiorys
Urodził się w Brescii, jego brat Raffaello również został malarzem.
W latach 1506–1524 był aktywny w Sienie, natomiast od 1525 roku poświadczona jest jego obecność we Florencji.
W jego twórczości artystycznej dominującym tematem są motywy sakralne, głównie przedstawienia Madonn (kilka wersji Madonny z Dzieciątkiem i Świętym Janem Chrzcicielem, eksponowanych między innymi w Art Association Gallery w Atlancie i Pałacu Arcybiskupim w Palermo a także w zbiorach Galleria del Colleoni w Bergamo).
Pozostawał pod wpływem Rafaela, Domenico Beccafumiego, Andrei del Sarto, Perugina i Fra Bartolomeo.